# Štefan Robač
Štefan Robač, slovenski smučarski tekač, * 25. december 1930, Ravne na Koroškem.
Robač je za Jugoslavijo nastopil na Zimskih olimpijskih igrah 1956 v Cortini d'Ampezzo, kjer je sodeloval v teku na 30 in 50 km. V teku na 30 km je osvojil 45. mesto, v teku na 50 km pa je bil diskvalificiran. Kasneje se je posvetil trenerskemu delu v domačem mestu (Ravne na Koroškem).